# Эозинофилия
Эозинофилия — состояние, при котором наблюдается абсолютное повышение числа эозинофилов, граница определена как 500 клеток в микролитре крови. Выявляется при лабораторном исследовании крови, встречается при достаточно большом числе заболеваний. Повышенная доля эозинофилов относительно других клеток крови эозинофилией не считается.
Гиперэозинофилия — состояние, при котором абсолютное количество эозинофилов (АКЭ) равно или больше 1 500 клеток в микролитре крови, а гиперэозинофилический синдром (англ. Hypereosinophilic syndromes, HES) — когда концентрация эозинофилов ≥1500 кл./мкл сохраняется длительное время (месяц и более).

## Классификация
Эозинофилия — абсолютное количество эозинофилов (АКЭ), большее или равное 500 кл./мкл. Она подразделяется на лёгкую, от 500 до 1500 кл./мкл, умеренную — 1500–5000 кл./мкл, тяжёлую — более 5000 клеток/мкл. Гиперэозинофилией называют ситуацию с АКЭ ≥1500 кл./мкл, гиперэозинофилическим синдромом — когда этот показатель сохраняется в двух анализах крови, взятых с интервалом не менее 1 месяца.

## Тяжесть состояния
В педиатрической практике и гиперэозинофилия, и даже однократное повышение уровня эозинофилов более 5 000 кл./мкл требуют активного поиска симптомов поражения внутренних органов, в которых скапливаются эозинофилы, и активного наблюдения за ними. Уровень эозинофилов более 20 000 кл./мкл требует госпитализации в гематологический стационар даже бессимптомного, внешне здорового ребёнка.
Уровень гиперэозинофилии выше 100 000 кл./мкл часто указывает на миелопролиферативное новообразование.

## Причины
- Атопические заболевания:
  - атопический дерматит
  - поллиноз
  - аллергический ринит
  - бронхиальная астма
  - сывороточная болезнь
- Паразитарные заболевания:
  - larva migrans
  - унцинариоз
  - анкилостомоз
  - аскаридоз
  - трихинеллез
  - стронгилоидоз
  - филяриатозы
  - лямблиоз
  - описторхоз
  - фасциолёз
  - токсокароз
  - парагонимоз
  - синдром Вайнгартена (тропический филяриоз собак и обезьян)
  - шистосомозы
  - малярия
- Неатопические кожные заболевания:
  - буллёзный эпидермолиз
  - пузырчатка
  - герпетиформный дерматит
- Заболевания желудочно-кишечного тракта:
  - аллергическая гастроэнтеропатия
  - неспецифическая язвенная болезнь
  - эозинофильный гастроэнтерит
  - цирроз печени
- злокачественные новообразования:
  - карциноматоз
  - опухоль Вильмса
- Ревматические заболевания:
  - ревматоидный артрит
  - эозинофильный фасцит
  - узелковый периартериит
  - синдром Черджа-Стросса (аллергический гранулёматозный ангиит)
  - гранулёматоз Вегенера
- Гематологические заболевания:
  - пернициозная анемия
  - хронический миелоцитный лейкоз БД
  - острый лейкоз
  - эозинофильный лейкоз
  - лимфогранулематоз
  - хронический гранулоцитный лейкоз
  - синдром Сезари
  - истинная полицитемия
- Заболевания легких:
  - синдром Лёффлера
  - эозинофильная пневмония
  - лёгочный инфильтрат с эозинофилией
  - саркоидоз
  - аллергический бронхолёгочный аспергиллёз
- Смешанная группа:
  - Болезнь Аддисона
  - идиопатическая эозинофилия
  - иммунологическая недостаточность
  - снижение функции Т-супрессоров
  - спленэктомия
  - гипоксия
  - период выздоровления после инфекционных заболеваний
  - семейный эозинофильный лейкоцитоз
  - облучение
  - перитонеальный диализ
  - реакция трансплантант против хозяина
  - врождённый порок сердца
  - эндокардит Лёффлера
  - хорея
  - скарлатина
  - казеозный туберкулёз лимфоузлов
  - дефицит магния
- Прием лекарственных препаратов:
  - фенибут
  - аспирин
  - хлорпропамид
  - имипрамин
  - пенициллин
  - сульфаниламиды
  - противотуберкулёзные средства
  - фенотиазины
  - золото
  - хемотрипсин
  - эуфиллин
  - витамин B
  - димедрол
  - папаверин
  - сырая печень
  - мисклерон
  - эстрогены и андрогены
  - бета-блокаторы
- Иммунодефицит:
  - дефицит иммуноглобулинов
  - T-лимфопатии
  - синдром Вискотта — Олдрича
  - дефект хемотаксиса нейтрофилов